# Atriplex calotheca
Atriplex calotheca — вид квіткових рослин з родини щирицевих (Amaranthaceae). Ареал: Данія, Норвегія, Швеція, Фінляндія, Німеччина, Польща, Естонія, Латвія, Литва, Росія, Молдова, Туркменістан, Узбекистан, Таджикистан.

## Середовище проживання
Населяє піщані морські береги та купи водоростей.

## Біоморфологічний опис
Трав'яниста однорічна рослина 30–90 см заввишки. Стебло прямовисне, щетинисте, гіллясте – рослина може бути ширшою, ніж високою. Листки супротивні, м'ясисті; пластинки трикутної форми, з серцеподібною або плоскою основою, по краю з великими і дрібними зубцями або глибоко лопатеві. Квітки одностатеві. Тичинкові квітки з 5-лопатевою оцвітиною. Тичинок 5. Приквітки майже без черешків, 2–7 мм завдовжки, багатожилкові. Суцвіття — китиця. Сім'янка вкрита плодовою чашечкою. Чашечка плоду (приквітник) з 2 зрослими трикутними чашолистками довжиною 6–15 мм з лопатевими краями.